# الدار البيضاء - جنيف: الرحلة رقم 8J540
الدار البيضاء - جنيف: الرحلة رقم 8J540: هي رواية سيرة ذاتية للكاتب المغربي والناشط العلماني قاسم الغزالي. صدرت عن دار شمس للنشر والإعلام بالقاهرة.
يروي فيها قصته كما عاشها منذ نشأته في إحدى قرى المغرب النائية، حتى وصوله مدينة زيورخ السويسرية؛ بلد اللجوء السياسي. يحكي عن الحب والجنس.. عن الصداقة والعداوة.. عن الإيمان والكُفر.. عن الملك والإله.. عن الأسرة.. عن الخطيئة.. عن رحلته مع جماعات التكفيريين والحركات المتطرفة والتهديدات بقتله. يقرر قاسم الهرب من حياة لم تكن حياته، ومن مجتمع لا يربطه به سوى مظاهر الثقافة الزائفة... وفي لحظة.. اختار طواعيةً أن يكفر بكل الآلهة.. ولم يخشَ أن يجاهر باختياره، فقالها عبر مدونته الإلكترونية، وعبر شاشات الفضائيات، قالها بوضوح: أنا كافر.. أنا كافر! وبسبب قناعاته وأفكاره.. بدأ يتلقى تهديدات حقيقية وجادة بالقتل، كما تمَّ ملاحقته قضائيًا بسبب آرائه الفكرية والسياسية... ليجد نفسه في النهاية مضطرًا لعيش بقية حياته في المنفى. وهنا تشتغل الذاكرة، وتبدأ مرحلة من مراحل إعادة بناء الذات وتنقيتها من كافة الرواسب الثقافية العالقة بها. الرواية تطرح الكثير من القضايا في قالب أدبي ممتع، بدءًا من تجربة الاستبداد والظلم والذل والاحتقار التي تعاني منها معظم المجتمعات العربية، وصولًا إلى قضايا الحرية، الوطن، الذات، الهوية، الآخر، التربية، القيم.

## شخصيات الرواية
- قاسم الغزالي: الشخصية المحورية والراوي، وهو كاتب وناشط مغربي علماني، يروي رحلته الفكرية من التدين إلى الإلحاد، ومن القمع إلى الحرية، ومن المغرب إلى سويسرا.
- الأسرة: تظهر كخلفية اجتماعية محافظة، تمثل البيئة التقليدية التي نشأ فيها الكاتب، وتلعب دورًا في تشكيل صراعاته الداخلية.
- الجماعات الدينية المتطرفة: لا تُذكر بأسماء محددة، لكنها تمثل القوى التي واجهها الغزالي خلال تحوله الفكري، وتسببت في تهديده وملاحقته.
- لورينا: ورد اسمها في الإهداء، ويُحتمل أنها شخصية مؤثرة في حياة الكاتب، ربما عاطفية أو داعمة خلال فترة المنفى.
- المنفى (سويسرا): ليس شخصية بالمعنى الحرفي، لكنه يُجسَّد كفضاء يعيد فيه الكاتب بناء ذاته ويخوض تجربة التحرر.

## عنوان الرواية
يحمل عنوان الرواية الدار البيضاء - جنيف: الرحلة رقم 8J540 بعدًا رمزيًا، حيث يجسّد في نظر الكاتب رحلة الانتقال الجغرافي والفكري من واقع مقيد إلى فضاء أكثر انفتاحاً، .فالدار البيضاء تمثل نقطة الانطلاق من بيئة محافظة ومجتمع تقليدي، بينما ترمز جنيف إلى الحرية والمنفى، حيث أعاد الكاتب بناء ذاته وهويته الفكرية. أما رقم الرحلة 8J540، فيضفي طابعًا توثيقيًا على لحظة التحول، ويعكس التوتر بين الماضي والحاضر، وبين الانتماء القسري والاختيار الحر، ليصبح العنوان استعارة عن الهروب من القمع إلى فضاء الذات الحرة

## عن الكتاب
الدار البيضاء - جنيف: الرحلة رقم 8J540: هي رواية سيرة ذاتية صدرت عام 2013م عن مؤسسة شمس للنشر والإعلام بالقاهرة، وصمّم غلافها توني سان مارك. تروي الرواية رحلة الكاتب قاسم الغزالي من طفولته في قرى المغرب إلى منفاه في سويسرا. تناولت العمل قضايا الهوية، الحرية، والدين، مسلطة الضوء على الصراعات الفكرية والاجتماعية التي يجد الغزالي أنه واجهها.

## موضوع الرواية
الرواية توثق مسيرة التحول الفكري والعقائدي لقاسم الغزالي، من بيئة تقليدية محافظة إلى تبنيه -هو- لقناعات علمانية. ويفترض الكاتب أن الرواية تعالج قضايا مثل الاستبداد الاجتماعي، حرية الفكر، والتطرف الديني. كما تسلط الضوء على تجربة المنفى وما تفرضه من تحديات في مواجهة الذات وإعادة تعريف الهوية.

## تاثير الرواية
أثارت رواية الدار البيضاء - جنيف: الرحلة رقم 8J540 للكاتب المغربي قاسم الغزالي جدلًا واسعًا في الأوساط الثقافية والفكرية، نظرًا لجرأتها في تناول قضايا الإلحاد، الحرية الفردية، والهوية في سياق عربي محافظ. وقد شكّلت الرواية صوتًا مغايرًا في الأدب المغربي، حيث مزجت بين السيرة الذاتية والنقد الاجتماعي، مما جعلها مرجعًا في النقاشات حول حرية التعبير واللجوء السياسي. كما ساهمت في تسليط الضوء على معاناة المفكرين والناشطين الذين يواجهون التهديد بسبب آرائهم، وأثارت نقاشًا حول العلاقة بين الدين والدولة، ودور المثقف في مقاومة التهميش. وقد اعتُبرت الرواية من الأعمال التي كسرت الطابوهات التقليدية، وفتحت المجال أمام أدب المنفى كفضاء لإعادة بناء الذات وتحرير الخطاب

## أسلوب الرواية
يتميّز أسلوب رواية الدار البيضاء - جنيف: الرحلة رقم 8J540 بالسرد الذاتي المباشر، حيث يعتمد الكاتب قاسم الغزالي على لغة عربية فصيحة تمزج بين التقريرية والتأملية، مع توظيف نبرة نقدية حادة تجاه المؤسسات الدينية والاجتماعية. يتخلل النص استخدام مكثف للحوارات الداخلية والمونولوجات الفكرية التي تعكس صراعاته النفسية وتحولاته الأيديولوجية، كما يتسم الأسلوب بالجرأة والوضوح في تناول موضوعات حساسة مثل الإلحاد، الحرية الفردية، والهوية. وتُبرز الرواية طابعًا توثيقيًا من خلال سرد الوقائع الشخصية والرسائل والوثائق، مما يمنحها بعدًا واقعيًا يعزز مصداقية التجربة، في حين يضفي المنفى طابعًا وجوديًا على النص، يجعل من الأسلوب وسيلة للتعبير عن الانفصال والبحث عن الذات.

## وصف الرواية
تقع الرواية في 224 صفحة من القطع المتوسّط، وتتضمّن ستة عشر فصلاً:
• إهداء
• الفصل الأول: علاقة غير شرعية، الوطن (ص 15)
• الفصل الثاني: الطائرة التي تشبه قلبي (ص 23)
• الفصل الثالث: المطار (ص 31)
• الفصل الرابع: شرطة الحدود (ص 39)
• الفصل الخامس: محطة القطار (ص 47)
• الفصل السادس: مركز اللاجئين (ص 59)
• الفصل السابع: الملاك الأزرق؛ لورينا (ص 91)
• الفصل الثامن: بين سويسرا وسجن النوستالجيا (ص 105)
• الفصل التاسع: أيتها النجمة التي لا تموت، طفولتي (ص 111)
• الفصل العاشر: فوق رمال ليبيا (ص 129)
• الفصل الحادي عشر: الشيطان ينبت في دار القرآن (ص 137)
• الفصل الثاني عشر: الوطن هو الجحيم (ص 147)
• الفصل الثالث عشر: أزهار الموت، أزهار الحياة (ص 155)
• الفصل الرابع عشر: دار القرآن مرة أخرى (ص 173)
• الفصل الخامس عشر: العودة إلى الحياة (ص 183)
• الفصل السادس عشر: الطريق إلى المنفى (ص 211)

## اقتباسات
« درست بمدارس عدیدة. في مدرستي الابتدائیة، كانوا يضعون قطع الزجاج المكسور أعلى السور. رأیت الشيء نفسه، حینما زرت مرة أحد الأحیاء الراقیة، ھم أيضا يضعون نفس الزجاج المكسور على الأسوار المحیطة ببیوتھم. حینما سألت عن السبب، فھمت أنھم یزرعون الزجاج حمایة لمنازلھم من اللصوص والغرباء، حقا ما أكثر المتطفلین ! قلت مع نفسي : كم أنا محظوظ. يجب أن أحب مدرستي، فھي تحمیني من ھؤلاء الأشرار. (...) في أحد الأیام غشني النّعاس. تأخرت عن موعد الدخول الصباحي، وجدت الباب موصداً، قلت : ربما أستطیع القفز من أعلى السور. عندما دنوت منه، أدركت أنني اللص الذي ترید أن تحمیني المدرسة من جرمه.. تباً لي »
« أن هذه الكلمات ينبغي أن لا تموت على الورقة, إنني أخاف منها, هي الأخرى, أن تهرب و تتركني وحيداً »
« إن الحب و الفرحة و كل بسمة تولد, هي صيرورة لحلقة من المعاناة, و ما إن تنته حتى تعود من جديد تحبو فوق أرواحنا السوداء »
« لقد تغني دانتي بحب بياتريشتي في الكوميديا الإلهية, و تغنى شكسبير بعطيل لديدمونة, و حب روميو لجولييت, و حتى جوته و الشيطان.. إنني الآن مقتنع إلى حد اليقين, أنه في الحب فقط, تتحول الأسطورة إلى حقيقة, و الحقيقة إلى الخيال »